# Baulne-en-Brie
Baulne-en-Brie is een plaats en voormalige gemeente in het Franse departement Aisne in de regio Hauts-de-France en telt 238 inwoners (1999).
Op 1 januari 2016 fuseerde de gemeente met La Chapelle-Monthodon en Saint-Agnan tot de commune nouvelle Vallées en Champagne. De plaats en de gemeente maken deel uit van het arrondissement Château-Thierry.

## Geografie
De oppervlakte van Baulne-en-Brie bedraagt 18,3 km², de bevolkingsdichtheid is 13,0 inwoners per km².
De onderstaande kaart toont de ligging van Baulne-en-Brie met de belangrijkste infrastructuur en aangrenzende gemeenten.

## Demografie
Onderstaande figuur toont het verloop van het inwonertal (bron: INSEE-tellingen).
Vanwege een beveiligingsprobleem met de MediaWiki Graph-software is het momenteel niet mogelijk deze grafiek weer te geven. Zodra de software is bijgewerkt zal de grafiek vanzelf weer zichtbaar worden.
Baulne-en-Brie · La Chapelle-Monthodon · Saint-Agnan